# 고재숙
고재숙(1954년 5월 23일~)은 대한민국의 여자 가수이자 바니걸스 멤버였고 쌍둥이 언니 고정숙도 바니걸스 멤버였다. 딸 전주니도 가수이다.

## 학력
- 국립전통예술고등학교 음악연극과 (졸업)